# テイル・オブ・アス
テイル・オブ・アス（Tale of Us）は、 カーマイン・コンテとマッテオ・ミレリの2人で構成されるイタリアの音楽プロデューサーまたはDJである。
現在はドイツのベルリンを拠点に活動している。

## 概要
カーマイン・コンテは、カナダのトロントで生まれ、マッテオ・ミレリはアメリカ合衆国のニューヨークで生誕。二人とも幼い頃にイタリアに移住し、2008年にSAEインスティテュートで音響工学を学びながらイタリアのミラノで出会ったという。
DJ Magazineは、2018年の代替DJトップ100の1つに指名された。
2018年、グランド・セフト・オートVのオンラインモードのグランド・セフト・オート・オンラインのDLC「GTAオンライン:ナイトライフ」アップデートにて、ナイトクラブのDJとして出演する事になった。

## ディスコグラフィ

### アルバム
- エンドレス (2017年)
- エンドレス・リミックス (2017年)

### EPs
- ダークソング (2011年)
- アナザー・アース (2013年)
- ノース・スター (2015年)

### シングル
- アストラル (2015年)
- モニュメント・リミックス (2017年)

## ゲーム作品
- グランド・セフト・オートVのオンラインモード「GTAオンライン」。